# اچ‌ام‌اس فاتلتون (ام۱۱۳۶)
اچ‌ام‌اس فاتلتون (ام۱۱۳۶) (به انگلیسی: HMS Fittleton (M1136)) یک کشتی بود که طول آن ۱۵۲ فوت (۴۶٫۳ متر) بود. این کشتی در سال ۱۹۵۴ ساخته شد.